# Tour de Guangxi 2023
El Tour de Guanxi 2023 (oficialment 2023 Gree-Tour of Guangxi) fou la quarta edició de la cursa ciclista del Tour de Guangxi. La cursa tingué lloc a la regió autònoma xinesa de Guangxi i es tingué lloc entre el 12 i el 17 d'octubre de 2023. La cursa fou el 35è i últim esdeveniment de l'UCI World Tour 2023. Després de tres anys, aquesta fou la primera vegada que es realitzà la competició després de la pandèmia de Covid-19.
El neerlandès del Jumob-Visma Milan Vader fou el vencedor final del Tour. El francès Rémy Rochas (Cofidis) i l'anglès Ethan Hayter (Ineos Grenadiers) foren el segon i el tercer classificat, respectivament. Hayter també fou el vencedor en la classificació dels joves.

## Equips
Un total de 18 equips participaren al Tour de Guangxi, dels quals, 14 foren de la categoria del UCI WorldTeam, 3 de l'UCI ProTeam i també hi hagué l'equip de ciclisme nacional.
| WorldTeams (14)- Alpecin-Deceuninck - Bahrain Victorious - Bora-Hansgrohe - Cofidis - EF Education-EasyPost - Ineos Grenadiers - Intermarché-Circus-Wanty - Jumbo-Visma - Lidl-Trek - Movistar Team - Arkéa-Samsic - Team DSM-Firmenich - Team Jayco AlUla - UAE Team Emirates ProTeams (3)- Israel-Premier Tech - Lotto Dstny - Tudor Pro Cycling Team Equip nacional- República Popular de la Xina |
| |

## Etapes
El recorregut total fou de 658.8 kilòmetres, dividits entre 6 etapes.
| Etapa    | Data      | Ciutats d'etapa         | type                    | Distància (km) | Desnivell (m) | Vencedor de l'etapa        | Líder de la general |
| -------- | --------- | ----------------------- | ----------------------- | -------------- | ------------- | -------------------------- | ------------------- |
| 1a etapa | 12 de oct | Beihai – Beihai         | etapa plana             | 135,6          | 725 m         | Elia Viviani               | Elia Viviani        |
| 2a etapa | 13 de oct | Beihai – Qinzhou        | etapa plana             | 149,6          | 619 m         | Jonathan Milan             | Jonathan Milan      |
| 3a etapa | 14 de oct | Nanning – Nanning       | etapa accidentada       | 134,3          | 1.693 m       | Olav Kooij                 | Dries De Bondt      |
| 4a etapa | 15 de oct | Nanning – Mashan County | etapa de mitja muntanya | 161,4          | 1.517 m       | Milan Vader                | Milan Vader         |
| 5a etapa | 16 de oct | Liuzhou – Guilin        | etapa accidentada       | 209,6          | 1.875 m       | Sebastián Molano Benavides | Milan Vader         |
| 6a etapa | 17 de oct | Guilin – Guilin         | etapa accidentada       | 168,3          | 1.304 m       | Olav Kooij                 | Milan Vader         |

### Etapa 1
| \| Classificació de l'etapa \| Classificació de l'etapa \| Classificació de l'etapa \| Classificació de l'etapa \| Classificació de l'etapa \| \| Corredor \| Corredor \| Equip \| Temps \| \| \| ------------------------ \| ------------------------ \| ------------------------ \| ------------------------ \| ------------------------ \| \| 1r \| Elia Viviani \| Ineos Grenadiers \| 3h 01' 56" \| \| \| 2n \| Jonathan Milan \| Bahrain Victorious \| + 0" \| \| \| 3r \| Sam Bennett \| Bora-Hansgrohe \| + 0" \| \| \| 4t \| Arnaud De Lie \| Lotto Dstny \| + 0" \| \| \| 5è \| Olav Kooij \| Jumbo-Visma \| + 0" \| \| \| 6è \| Lionel Taminiaux \| Alpecin-Deceuninck \| + 0" \| \| \| 7è \| Max Walscheid \| Cofidis \| + 0" \| \| \| 8è \| Arvid de Kleijn \| Tudor Pro Cycling Team \| + 0" \| \| \| 9è \| Jensen Plowright \| Alpecin-Deceuninck \| + 0" \| \| \| 10è \| Jon Aberasturi Izaga \| Lidl-Trek \| + 0" \| \| |                      |                        |            |
| |                      |                        |            |
| Font: ProCyclingStats |                      |                        |            |
| Classificació de l'etapa |                      |                        |            |
| Corredor | Corredor             | Equip                  | Temps      |
| 1r | Elia Viviani         | Ineos Grenadiers       | 3h 01' 56" |
| 2n | Jonathan Milan       | Bahrain Victorious     | + 0"       |
| 3r | Sam Bennett          | Bora-Hansgrohe         | + 0"       |
| 4t | Arnaud De Lie        | Lotto Dstny            | + 0"       |
| 5è | Olav Kooij           | Jumbo-Visma            | + 0"       |
| 6è | Lionel Taminiaux     | Alpecin-Deceuninck     | + 0"       |
| 7è | Max Walscheid        | Cofidis                | + 0"       |
| 8è | Arvid de Kleijn      | Tudor Pro Cycling Team | + 0"       |
| 9è | Jensen Plowright     | Alpecin-Deceuninck     | + 0"       |
| 10è | Jon Aberasturi Izaga | Lidl-Trek              | + 0"       |

| \| Classificació general \| Classificació general \| Classificació general \| Classificació general \| Classificació general \| \| Corredor \| Corredor \| Equip \| Temps \| \| \| --------------------- \| --------------------- \| --------------------- \| --------------------- \| --------------------- \| \| 1r \| Elia Viviani \| Ineos Grenadiers \| 3h 01' 46" \| \| \| 2n \| Jonathan Milan \| Bahrain Victorious \| + 4" \| \| \| 3r \| Dries De Bondt \| Alpecin-Deceuninck \| + 4" \| \| \| 4t \| Sam Bennett \| Bora-Hansgrohe \| + 6" \| \| \| 5è \| Omer Goldstein \| Israel-Premier Tech \| + 7" \| \| \| 6è \| Frederik Wandahl \| Bora-Hansgrohe \| + 8" \| \| \| 7è \| Louis Barré \| Arkéa-Samsic \| + 9" \| \| \| 8è \| Arnaud De Lie \| Lotto Dstny \| + 10" \| \| \| 9è \| Olav Kooij \| Jumbo-Visma \| + 10" \| \| \| 10è \| Lionel Taminiaux \| Alpecin-Deceuninck \| + 10" \| \| |                  |                     |            |
| |                  |                     |            |
| Font: ProCyclingStats |                  |                     |            |
| Classificació general |                  |                     |            |
| Corredor | Corredor         | Equip               | Temps      |
| 1r | Elia Viviani     | Ineos Grenadiers    | 3h 01' 46" |
| 2n | Jonathan Milan   | Bahrain Victorious  | + 4"       |
| 3r | Dries De Bondt   | Alpecin-Deceuninck  | + 4"       |
| 4t | Sam Bennett      | Bora-Hansgrohe      | + 6"       |
| 5è | Omer Goldstein   | Israel-Premier Tech | + 7"       |
| 6è | Frederik Wandahl | Bora-Hansgrohe      | + 8"       |
| 7è | Louis Barré      | Arkéa-Samsic        | + 9"       |
| 8è | Arnaud De Lie    | Lotto Dstny         | + 10"      |
| 9è | Olav Kooij       | Jumbo-Visma         | + 10"      |
| 10è | Lionel Taminiaux | Alpecin-Deceuninck  | + 10"      |

### Etapa 2
| \| Classificació de l'etapa \| Classificació de l'etapa \| Classificació de l'etapa \| Classificació de l'etapa \| Classificació de l'etapa \| \| Corredor \| Corredor \| Equip \| Temps \| \| \| ------------------------ \| -------------------------- \| ---------------------------- \| ------------------------ \| ------------------------ \| \| 1r \| Jonathan Milan \| Bahrain Victorious \| 3h 15' 53" \| \| \| 2n \| Arvid de Kleijn \| Tudor Pro Cycling Team \| + 0" \| \| \| 3r \| Sebastián Molano Benavides \| UAE Team Emirates \| + 0" \| \| \| 4t \| Max Kanter \| Movistar Team \| + 0" \| \| \| 5è \| Jhonatan Narváez Prado \| Ineos Grenadiers \| + 0" \| \| \| 6è \| Sam Bennett \| Bora-Hansgrohe \| + 0" \| \| \| 7è \| Olav Kooij \| Jumbo-Visma \| + 0" \| \| \| 8è \| Ma Binyan \| República Popular de la Xina \| + 0" \| \| \| 9è \| Rüdiger Selig \| Lotto Dstny \| + 0" \| \| \| 10è \| Arnaud De Lie \| Lotto Dstny \| + 0" \| \| |                            |                              |            |
| |                            |                              |            |
| Font: ProCyclingStats |                            |                              |            |
| Classificació de l'etapa |                            |                              |            |
| Corredor | Corredor                   | Equip                        | Temps      |
| 1r | Jonathan Milan             | Bahrain Victorious           | 3h 15' 53" |
| 2n | Arvid de Kleijn            | Tudor Pro Cycling Team       | + 0"       |
| 3r | Sebastián Molano Benavides | UAE Team Emirates            | + 0"       |
| 4t | Max Kanter                 | Movistar Team                | + 0"       |
| 5è | Jhonatan Narváez Prado     | Ineos Grenadiers             | + 0"       |
| 6è | Sam Bennett                | Bora-Hansgrohe               | + 0"       |
| 7è | Olav Kooij                 | Jumbo-Visma                  | + 0"       |
| 8è | Ma Binyan                  | República Popular de la Xina | + 0"       |
| 9è | Rüdiger Selig              | Lotto Dstny                  | + 0"       |
| 10è | Arnaud De Lie              | Lotto Dstny                  | + 0"       |

| \| Classificació general \| Classificació general \| Classificació general \| Classificació general \| Classificació general \| \| Corredor \| Corredor \| Equip \| Temps \| \| \| --------------------- \| -------------------------- \| ---------------------- \| --------------------- \| --------------------- \| \| 1r \| Jonathan Milan \| Bahrain Victorious \| 6h 17' 33" \| \| \| 2n \| Dries De Bondt \| Alpecin-Deceuninck \| + 4" \| \| \| 3r \| Elia Viviani \| Ineos Grenadiers \| + 6" \| \| \| 4t \| Arvid de Kleijn \| Tudor Pro Cycling Team \| + 10" \| \| \| 5è \| Sam Bennett \| Bora-Hansgrohe \| + 12" \| \| \| 6è \| Sebastián Molano Benavides \| UAE Team Emirates \| + 12" \| \| \| 7è \| Jens Reynders \| Israel-Premier Tech \| + 13" \| \| \| 8è \| Omer Goldstein \| Israel-Premier Tech \| + 13" \| \| \| 9è \| Thomas Champion \| Cofidis \| + 13" \| \| \| 10è \| Frederik Wandahl \| Bora-Hansgrohe \| + 14" \| \| |                            |                        |            |
| |                            |                        |            |
| Font: ProCyclingStats |                            |                        |            |
| Classificació general |                            |                        |            |
| Corredor | Corredor                   | Equip                  | Temps      |
| 1r | Jonathan Milan             | Bahrain Victorious     | 6h 17' 33" |
| 2n | Dries De Bondt             | Alpecin-Deceuninck     | + 4"       |
| 3r | Elia Viviani               | Ineos Grenadiers       | + 6"       |
| 4t | Arvid de Kleijn            | Tudor Pro Cycling Team | + 10"      |
| 5è | Sam Bennett                | Bora-Hansgrohe         | + 12"      |
| 6è | Sebastián Molano Benavides | UAE Team Emirates      | + 12"      |
| 7è | Jens Reynders              | Israel-Premier Tech    | + 13"      |
| 8è | Omer Goldstein             | Israel-Premier Tech    | + 13"      |
| 9è | Thomas Champion            | Cofidis                | + 13"      |
| 10è | Frederik Wandahl           | Bora-Hansgrohe         | + 14"      |

### Etapa 3
| \| Classificació de l'etapa \| Classificació de l'etapa \| Classificació de l'etapa \| Classificació de l'etapa \| Classificació de l'etapa \| \| Corredor \| Corredor \| Equip \| Temps \| \| \| ------------------------ \| ------------------------ \| ------------------------ \| ------------------------ \| ------------------------ \| \| 1r \| Olav Kooij \| Jumbo-Visma \| 3h 04' 09" \| \| \| 2n \| Rick Pluimers \| Tudor Pro Cycling Team \| + 0" \| \| \| 3r \| Marijn van den Berg \| EF Education-EasyPost \| + 0" \| \| \| 4t \| Tobias Lund Andresen \| Team DSM-Firmenich \| + 0" \| \| \| 5è \| Lionel Taminiaux \| Alpecin-Deceuninck \| + 0" \| \| \| 6è \| Axel Mariault \| Cofidis \| + 0" \| \| \| 7è \| Laurenz Rex \| Intermarché-Circus-Wanty \| + 0" \| \| \| 8è \| Ethan Hayter \| Ineos Grenadiers \| + 0" \| \| \| 9è \| Jonathan Milan \| Bahrain Victorious \| + 0" \| \| \| 10è \| Johan Jacobs \| Movistar Team \| + 0" \| \| |                      |                          |            |
| |                      |                          |            |
| Font: ProCyclingStats |                      |                          |            |
| Classificació de l'etapa |                      |                          |            |
| Corredor | Corredor             | Equip                    | Temps      |
| 1r | Olav Kooij           | Jumbo-Visma              | 3h 04' 09" |
| 2n | Rick Pluimers        | Tudor Pro Cycling Team   | + 0"       |
| 3r | Marijn van den Berg  | EF Education-EasyPost    | + 0"       |
| 4t | Tobias Lund Andresen | Team DSM-Firmenich       | + 0"       |
| 5è | Lionel Taminiaux     | Alpecin-Deceuninck       | + 0"       |
| 6è | Axel Mariault        | Cofidis                  | + 0"       |
| 7è | Laurenz Rex          | Intermarché-Circus-Wanty | + 0"       |
| 8è | Ethan Hayter         | Ineos Grenadiers         | + 0"       |
| 9è | Jonathan Milan       | Bahrain Victorious       | + 0"       |
| 10è | Johan Jacobs         | Movistar Team            | + 0"       |

| \| Classificació general \| Classificació general \| Classificació general \| Classificació general \| Classificació general \| \| Corredor \| Corredor \| Equip \| Temps \| \| \| --------------------- \| -------------------------- \| ---------------------- \| --------------------- \| --------------------- \| \| 1r \| Dries De Bondt \| Alpecin-Deceuninck \| 9h 21' 40" \| \| \| 2n \| Jonathan Milan \| Bahrain Victorious \| + 2" \| \| \| 3r \| Olav Kooij \| Jumbo-Visma \| + 8" \| \| \| 4t \| Rick Pluimers \| Tudor Pro Cycling Team \| + 12" \| \| \| 5è \| Marijn van den Berg \| EF Education-EasyPost \| + 14" \| \| \| 6è \| Sebastián Molano Benavides \| UAE Team Emirates \| + 14" \| \| \| 7è \| Omer Goldstein \| Israel-Premier Tech \| + 15" \| \| \| 8è \| Thomas Champion \| Cofidis \| + 15" \| \| \| 9è \| Frederik Wandahl \| Bora-Hansgrohe \| + 15" \| \| \| 10è \| Louis Barré \| Arkéa-Samsic \| + 17" \| \| |                            |                        |            |
| |                            |                        |            |
| Font: ProCyclingStats |                            |                        |            |
| Classificació general |                            |                        |            |
| Corredor | Corredor                   | Equip                  | Temps      |
| 1r | Dries De Bondt             | Alpecin-Deceuninck     | 9h 21' 40" |
| 2n | Jonathan Milan             | Bahrain Victorious     | + 2"       |
| 3r | Olav Kooij                 | Jumbo-Visma            | + 8"       |
| 4t | Rick Pluimers              | Tudor Pro Cycling Team | + 12"      |
| 5è | Marijn van den Berg        | EF Education-EasyPost  | + 14"      |
| 6è | Sebastián Molano Benavides | UAE Team Emirates      | + 14"      |
| 7è | Omer Goldstein             | Israel-Premier Tech    | + 15"      |
| 8è | Thomas Champion            | Cofidis                | + 15"      |
| 9è | Frederik Wandahl           | Bora-Hansgrohe         | + 15"      |
| 10è | Louis Barré                | Arkéa-Samsic           | + 17"      |

### Etapa 4
| \| Classificació de l'etapa \| Classificació de l'etapa \| Classificació de l'etapa \| Classificació de l'etapa \| Classificació de l'etapa \| \| Corredor \| Corredor \| Equip \| Temps \| \| \| ------------------------ \| ------------------------ \| ------------------------ \| ------------------------ \| ------------------------ \| \| 1r \| Milan Vader \| Jumbo-Visma \| 3h 43' 45" \| \| \| 2n \| Rémy Rochas \| Cofidis \| + 2" \| \| \| 3r \| Hugh Carthy \| EF Education-EasyPost \| + 8" \| \| \| 4t \| David Peña \| Team Jayco AlUla \| + 8" \| \| \| 5è \| Felix Großschartner \| UAE Team Emirates \| + 8" \| \| \| 6è \| Sylvain Moniquet \| Lotto Dstny \| + 8" \| \| \| 7è \| Tim Wellens \| UAE Team Emirates \| + 8" \| \| \| 8è \| Matteo Jorgenson \| Movistar Team \| + 8" \| \| \| 9è \| Louis Barré \| Arkéa-Samsic \| + 8" \| \| \| 10è \| Ethan Hayter \| Ineos Grenadiers \| + 8" \| \| |                     |                       |            |
| |                     |                       |            |
| Font: ProCyclingStats |                     |                       |            |
| Classificació de l'etapa |                     |                       |            |
| Corredor | Corredor            | Equip                 | Temps      |
| 1r | Milan Vader         | Jumbo-Visma           | 3h 43' 45" |
| 2n | Rémy Rochas         | Cofidis               | + 2"       |
| 3r | Hugh Carthy         | EF Education-EasyPost | + 8"       |
| 4t | David Peña          | Team Jayco AlUla      | + 8"       |
| 5è | Felix Großschartner | UAE Team Emirates     | + 8"       |
| 6è | Sylvain Moniquet    | Lotto Dstny           | + 8"       |
| 7è | Tim Wellens         | UAE Team Emirates     | + 8"       |
| 8è | Matteo Jorgenson    | Movistar Team         | + 8"       |
| 9è | Louis Barré         | Arkéa-Samsic          | + 8"       |
| 10è | Ethan Hayter        | Ineos Grenadiers      | + 8"       |

| \| Classificació general \| Classificació general \| Classificació general \| Classificació general \| Classificació general \| \| Corredor \| Corredor \| Equip \| Temps \| \| \| --------------------- \| --------------------- \| --------------------- \| --------------------- \| --------------------- \| \| 1r \| Milan Vader \| Jumbo-Visma \| 13h 05' 33" \| \| \| 2n \| Rémy Rochas \| Cofidis \| + 6" \| \| \| 3r \| Hugh Carthy \| EF Education-EasyPost \| + 14" \| \| \| 4t \| Louis Barré \| Arkéa-Samsic \| + 17" \| \| \| 5è \| Matteo Jorgenson \| Movistar Team \| + 18" \| \| \| 6è \| Ethan Hayter \| Ineos Grenadiers \| + 18" \| \| \| 7è \| Felix Großschartner \| UAE Team Emirates \| + 18" \| \| \| 8è \| David Peña \| Team Jayco AlUla \| + 18" \| \| \| 9è \| Tim Wellens \| UAE Team Emirates \| + 18" \| \| \| 10è \| Sylvain Moniquet \| Lotto Dstny \| + 18" \| \| |                     |                       |             |
| |                     |                       |             |
| Font: ProCyclingStats |                     |                       |             |
| Classificació general |                     |                       |             |
| Corredor | Corredor            | Equip                 | Temps       |
| 1r | Milan Vader         | Jumbo-Visma           | 13h 05' 33" |
| 2n | Rémy Rochas         | Cofidis               | + 6"        |
| 3r | Hugh Carthy         | EF Education-EasyPost | + 14"       |
| 4t | Louis Barré         | Arkéa-Samsic          | + 17"       |
| 5è | Matteo Jorgenson    | Movistar Team         | + 18"       |
| 6è | Ethan Hayter        | Ineos Grenadiers      | + 18"       |
| 7è | Felix Großschartner | UAE Team Emirates     | + 18"       |
| 8è | David Peña          | Team Jayco AlUla      | + 18"       |
| 9è | Tim Wellens         | UAE Team Emirates     | + 18"       |
| 10è | Sylvain Moniquet    | Lotto Dstny           | + 18"       |

### Etapa 5
| \| Classificació de l'etapa \| Classificació de l'etapa \| Classificació de l'etapa \| Classificació de l'etapa \| Classificació de l'etapa \| \| Corredor \| Corredor \| Equip \| Temps \| \| \| ------------------------ \| -------------------------- \| ------------------------ \| ------------------------ \| ------------------------ \| \| 1r \| Sebastián Molano Benavides \| UAE Team Emirates \| 4h 36' 54" \| \| \| 2n \| Olav Kooij \| Jumbo-Visma \| + 0" \| \| \| 3r \| Tobias Lund Andresen \| Team DSM-Firmenich \| + 0" \| \| \| 4t \| Jonathan Milan \| Bahrain Victorious \| + 0" \| \| \| 5è \| Arvid de Kleijn \| Tudor Pro Cycling Team \| + 0" \| \| \| 6è \| Jon Aberasturi Izaga \| Lidl-Trek \| + 0" \| \| \| 7è \| Max Kanter \| Movistar Team \| + 0" \| \| \| 8è \| Elia Viviani \| Ineos Grenadiers \| + 0" \| \| \| 9è \| Blake Quick \| Team Jayco AlUla \| + 0" \| \| \| 10è \| Laurenz Rex \| Intermarché-Circus-Wanty \| + 0" \| \| |                            |                          |            |
| |                            |                          |            |
| Font: ProCyclingStats |                            |                          |            |
| Classificació de l'etapa |                            |                          |            |
| Corredor | Corredor                   | Equip                    | Temps      |
| 1r | Sebastián Molano Benavides | UAE Team Emirates        | 4h 36' 54" |
| 2n | Olav Kooij                 | Jumbo-Visma              | + 0"       |
| 3r | Tobias Lund Andresen       | Team DSM-Firmenich       | + 0"       |
| 4t | Jonathan Milan             | Bahrain Victorious       | + 0"       |
| 5è | Arvid de Kleijn            | Tudor Pro Cycling Team   | + 0"       |
| 6è | Jon Aberasturi Izaga       | Lidl-Trek                | + 0"       |
| 7è | Max Kanter                 | Movistar Team            | + 0"       |
| 8è | Elia Viviani               | Ineos Grenadiers         | + 0"       |
| 9è | Blake Quick                | Team Jayco AlUla         | + 0"       |
| 10è | Laurenz Rex                | Intermarché-Circus-Wanty | + 0"       |

| \| Classificació general \| Classificació general \| Classificació general \| Classificació general \| Classificació general \| \| Corredor \| Corredor \| Equip \| Temps \| \| \| --------------------- \| --------------------- \| --------------------- \| --------------------- \| --------------------- \| \| 1r \| Milan Vader \| Jumbo-Visma \| 17h 42' 27" \| \| \| 2n \| Rémy Rochas \| Cofidis \| + 6" \| \| \| 3r \| Hugh Carthy \| EF Education-EasyPost \| + 14" \| \| \| 4t \| Tim Wellens \| UAE Team Emirates \| + 16" \| \| \| 5è \| Louis Barré \| Arkéa-Samsic \| + 17" \| \| \| 6è \| Matteo Jorgenson \| Movistar Team \| + 18" \| \| \| 7è \| Ethan Hayter \| Ineos Grenadiers \| + 18" \| \| \| 8è \| David Peña \| Team Jayco AlUla \| + 18" \| \| \| 9è \| Felix Großschartner \| UAE Team Emirates \| + 18" \| \| \| 10è \| Sylvain Moniquet \| Lotto Dstny \| + 18" \| \| |                     |                       |             |
| |                     |                       |             |
| Font: ProCyclingStats |                     |                       |             |
| Classificació general |                     |                       |             |
| Corredor | Corredor            | Equip                 | Temps       |
| 1r | Milan Vader         | Jumbo-Visma           | 17h 42' 27" |
| 2n | Rémy Rochas         | Cofidis               | + 6"        |
| 3r | Hugh Carthy         | EF Education-EasyPost | + 14"       |
| 4t | Tim Wellens         | UAE Team Emirates     | + 16"       |
| 5è | Louis Barré         | Arkéa-Samsic          | + 17"       |
| 6è | Matteo Jorgenson    | Movistar Team         | + 18"       |
| 7è | Ethan Hayter        | Ineos Grenadiers      | + 18"       |
| 8è | David Peña          | Team Jayco AlUla      | + 18"       |
| 9è | Felix Großschartner | UAE Team Emirates     | + 18"       |
| 10è | Sylvain Moniquet    | Lotto Dstny           | + 18"       |

## Etapa 6
| \| Classificació de l'etapa \| Classificació de l'etapa \| Classificació de l'etapa \| Classificació de l'etapa \| Classificació de l'etapa \| \| Corredor \| Corredor \| Equip \| Temps \| \| \| ------------------------ \| -------------------------- \| ------------------------ \| ------------------------ \| ------------------------ \| \| 1r \| Olav Kooij \| Jumbo-Visma \| 3h 34' 50" \| \| \| 2n \| Sebastián Molano Benavides \| UAE Team Emirates \| + 0" \| \| \| 3r \| Ethan Hayter \| Ineos Grenadiers \| + 0" \| \| \| 4t \| Arvid de Kleijn \| Tudor Pro Cycling Team \| + 0" \| \| \| 5è \| Dušan Rajović \| Bahrain Victorious \| + 0" \| \| \| 6è \| Elia Viviani \| Ineos Grenadiers \| + 0" \| \| \| 7è \| Arnaud De Lie \| Lotto Dstny \| + 0" \| \| \| 8è \| Max Kanter \| Movistar Team \| + 0" \| \| \| 9è \| Rüdiger Selig \| Lotto Dstny \| + 0" \| \| \| 10è \| Max Walscheid \| Cofidis \| + 0" \| \| |                            |                        |            |
| |                            |                        |            |
| Font: ProCyclingStats |                            |                        |            |
| Classificació de l'etapa |                            |                        |            |
| Corredor | Corredor                   | Equip                  | Temps      |
| 1r | Olav Kooij                 | Jumbo-Visma            | 3h 34' 50" |
| 2n | Sebastián Molano Benavides | UAE Team Emirates      | + 0"       |
| 3r | Ethan Hayter               | Ineos Grenadiers       | + 0"       |
| 4t | Arvid de Kleijn            | Tudor Pro Cycling Team | + 0"       |
| 5è | Dušan Rajović              | Bahrain Victorious     | + 0"       |
| 6è | Elia Viviani               | Ineos Grenadiers       | + 0"       |
| 7è | Arnaud De Lie              | Lotto Dstny            | + 0"       |
| 8è | Max Kanter                 | Movistar Team          | + 0"       |
| 9è | Rüdiger Selig              | Lotto Dstny            | + 0"       |
| 10è | Max Walscheid              | Cofidis                | + 0"       |

| \| Classificació general \| Classificació general \| Classificació general \| Classificació general \| Classificació general \| \| Corredor \| Corredor \| Equip \| Temps \| \| \| --------------------- \| --------------------- \| --------------------- \| --------------------- \| --------------------- \| \| 1r \| Milan Vader \| Jumbo-Visma \| 21h 17' 17" \| \| \| 2n \| Rémy Rochas \| Cofidis \| + 6" \| \| \| 3r \| Ethan Hayter \| Ineos Grenadiers \| + 11" \| \| \| 4t \| Hugh Carthy \| EF Education-EasyPost \| + 14" \| \| \| 5è \| Tim Wellens \| UAE Team Emirates \| + 16" \| \| \| 6è \| Louis Barré \| Arkéa-Samsic \| + 17" \| \| \| 7è \| Matteo Jorgenson \| Movistar Team \| + 18" \| \| \| 8è \| David Peña \| Team Jayco AlUla \| + 18" \| \| \| 9è \| Felix Großschartner \| UAE Team Emirates \| + 18" \| \| \| 10è \| Sylvain Moniquet \| Lotto Dstny \| + 18" \| \| |                     |                       |             |
| |                     |                       |             |
| Font: ProCyclingStats |                     |                       |             |
| Classificació general |                     |                       |             |
| Corredor | Corredor            | Equip                 | Temps       |
| 1r | Milan Vader         | Jumbo-Visma           | 21h 17' 17" |
| 2n | Rémy Rochas         | Cofidis               | + 6"        |
| 3r | Ethan Hayter        | Ineos Grenadiers      | + 11"       |
| 4t | Hugh Carthy         | EF Education-EasyPost | + 14"       |
| 5è | Tim Wellens         | UAE Team Emirates     | + 16"       |
| 6è | Louis Barré         | Arkéa-Samsic          | + 17"       |
| 7è | Matteo Jorgenson    | Movistar Team         | + 18"       |
| 8è | David Peña          | Team Jayco AlUla      | + 18"       |
| 9è | Felix Großschartner | UAE Team Emirates     | + 18"       |
| 10è | Sylvain Moniquet    | Lotto Dstny           | + 18"       |

## Classificacions finals

### Classificació general
| \| Classificació general \| Classificació general \| Classificació general \| Classificació general \| Classificació general \| \| Corredor \| Corredor \| Equip \| Temps \| \| \| --------------------- \| --------------------- \| --------------------- \| --------------------- \| --------------------- \| \| 1r \| Milan Vader \| Jumbo-Visma \| 21h 17' 17" \| \| \| 2n \| Rémy Rochas \| Cofidis \| + 6" \| \| \| 3r \| Ethan Hayter \| Ineos Grenadiers \| + 11" \| \| \| 4t \| Hugh Carthy \| EF Education-EasyPost \| + 14" \| \| \| 5è \| Tim Wellens \| UAE Team Emirates \| + 16" \| \| \| 6è \| Louis Barré \| Arkéa-Samsic \| + 17" \| \| \| 7è \| Matteo Jorgenson \| Movistar Team \| + 18" \| \| \| 8è \| David Peña \| Team Jayco AlUla \| + 18" \| \| \| 9è \| Felix Großschartner \| UAE Team Emirates \| + 18" \| \| \| 10è \| Sylvain Moniquet \| Lotto Dstny \| + 18" \| \| |                     |                       |             |
| |                     |                       |             |
| Font: ProCyclingStats |                     |                       |             |
| Classificació general |                     |                       |             |
| Corredor | Corredor            | Equip                 | Temps       |
| 1r | Milan Vader         | Jumbo-Visma           | 21h 17' 17" |
| 2n | Rémy Rochas         | Cofidis               | + 6"        |
| 3r | Ethan Hayter        | Ineos Grenadiers      | + 11"       |
| 4t | Hugh Carthy         | EF Education-EasyPost | + 14"       |
| 5è | Tim Wellens         | UAE Team Emirates     | + 16"       |
| 6è | Louis Barré         | Arkéa-Samsic          | + 17"       |
| 7è | Matteo Jorgenson    | Movistar Team         | + 18"       |
| 8è | David Peña          | Team Jayco AlUla      | + 18"       |
| 9è | Felix Großschartner | UAE Team Emirates     | + 18"       |
| 10è | Sylvain Moniquet    | Lotto Dstny           | + 18"       |

| Classificació per punts | Classificació per punts    | Classificació per punts | Classificació per punts | Classificació per punts |
| Corredor                | Corredor                   | Equip                   | Punts                   |                         |
| ----------------------- | -------------------------- | ----------------------- | ----------------------- | ----------------------- |
| 1r                      | Dries De Bondt             | Alpecin-Deceuninck      | 58 pts                  |                         |
| 2n                      | Olav Kooij                 | Jumbo-Visma             | 50 pts                  |                         |
| 3r                      | Jonathan Milan             | Bahrain Victorious      | 34 pts                  |                         |
| 4t                      | Jens Reynders              | Israel-Premier Tech     | 30 pts                  |                         |
| 5è                      | Sebastián Molano Benavides | UAE Team Emirates       | 29 pts                  |                         |
| 6è                      | Arvid de Kleijn            | Tudor Pro Cycling Team  | 26 pts                  |                         |
| 7è                      | Elia Viviani               | Ineos Grenadiers        | 23 pts                  |                         |
| 8è                      | Jensen Plowright           | Alpecin-Deceuninck      | 20 pts                  |                         |
| 9è                      | Ethan Hayter               | Ineos Grenadiers        | 18 pts                  |                         |
| 10è                     | Max Kanter                 | Movistar Team           | 16 pts                  |                         |

| Classificació per punts | Classificació per punts    | Classificació per punts | Classificació per punts | Classificació per punts |
| Corredor                | Corredor                   | Equip                   | Punts                   |                         |
| ----------------------- | -------------------------- | ----------------------- | ----------------------- | ----------------------- |
| 1r                      | Dries De Bondt             | Alpecin-Deceuninck      | 58 pts                  |                         |
| 2n                      | Olav Kooij                 | Jumbo-Visma             | 50 pts                  |                         |
| 3r                      | Jonathan Milan             | Bahrain Victorious      | 34 pts                  |                         |
| 4t                      | Jens Reynders              | Israel-Premier Tech     | 30 pts                  |                         |
| 5è                      | Sebastián Molano Benavides | UAE Team Emirates       | 29 pts                  |                         |
| 6è                      | Arvid de Kleijn            | Tudor Pro Cycling Team  | 26 pts                  |                         |
| 7è                      | Elia Viviani               | Ineos Grenadiers        | 23 pts                  |                         |
| 8è                      | Jensen Plowright           | Alpecin-Deceuninck      | 20 pts                  |                         |
| 9è                      | Ethan Hayter               | Ineos Grenadiers        | 18 pts                  |                         |
| 10è                     | Max Kanter                 | Movistar Team           | 16 pts                  |                         |

| Classificació del millor jove | Classificació del millor jove | Classificació del millor jove | Classificació del millor jove | Classificació del millor jove |
| Corredor                      | Corredor                      | Equip                         | Temps                         |                               |
| ----------------------------- | ----------------------------- | ----------------------------- | ----------------------------- | ----------------------------- |
| 1r                            | Ethan Hayter                  | Ineos Grenadiers              | 21h 17' 28"                   |                               |
| 2n                            | Louis Barré                   | Arkéa-Samsic                  | + 6"                          |                               |
| 3r                            | Matteo Jorgenson              | Movistar Team                 | + 7"                          |                               |
| 4t                            | David Peña                    | Team Jayco AlUla              | + 7"                          |                               |
| 5è                            | Sylvain Moniquet              | Lotto Dstny                   | + 7"                          |                               |
| 6è                            | Oscar Onley                   | Team DSM-Firmenich            | + 10"                         |                               |
| 7è                            | Axel Mariault                 | Cofidis                       | + 15"                         |                               |
| 8è                            | Giovanni Aleotti              | Bora-Hansgrohe                | + 18"                         |                               |
| 9è                            | Leo Hayter                    | Ineos Grenadiers              | + 18"                         |                               |
| 10è                           | Filippo Baroncini             | Lidl-Trek                     | + 26"                         |                               |

| Classificació del millor jove | Classificació del millor jove | Classificació del millor jove | Classificació del millor jove | Classificació del millor jove |
| Corredor                      | Corredor                      | Equip                         | Temps                         |                               |
| ----------------------------- | ----------------------------- | ----------------------------- | ----------------------------- | ----------------------------- |
| 1r                            | Ethan Hayter                  | Ineos Grenadiers              | 21h 17' 28"                   |                               |
| 2n                            | Louis Barré                   | Arkéa-Samsic                  | + 6"                          |                               |
| 3r                            | Matteo Jorgenson              | Movistar Team                 | + 7"                          |                               |
| 4t                            | David Peña                    | Team Jayco AlUla              | + 7"                          |                               |
| 5è                            | Sylvain Moniquet              | Lotto Dstny                   | + 7"                          |                               |
| 6è                            | Oscar Onley                   | Team DSM-Firmenich            | + 10"                         |                               |
| 7è                            | Axel Mariault                 | Cofidis                       | + 15"                         |                               |
| 8è                            | Giovanni Aleotti              | Bora-Hansgrohe                | + 18"                         |                               |
| 9è                            | Leo Hayter                    | Ineos Grenadiers              | + 18"                         |                               |
| 10è                           | Filippo Baroncini             | Lidl-Trek                     | + 26"                         |                               |

| Classificació de la muntanya | Classificació de la muntanya | Classificació de la muntanya | Classificació de la muntanya | Classificació de la muntanya |
| Corredor                     | Corredor                     | Equip                        | Punts                        |                              |
| ---------------------------- | ---------------------------- | ---------------------------- | ---------------------------- | ---------------------------- |
| 1r                           | Frederik Wandahl             | Bora-Hansgrohe               | 73 pts                       |                              |
| 2n                           | Dries De Bondt               | Alpecin-Deceuninck           | 29 pts                       |                              |
| 3r                           | Ryan Mullen                  | Bora-Hansgrohe               | 21 pts                       |                              |
| 4t                           | Juri Hollmann                | Movistar Team                | 20 pts                       |                              |
| 5è                           | Tim Wellens                  | UAE Team Emirates            | 15 pts                       |                              |
| 6è                           | Johan Jacobs                 | Movistar Team                | 15 pts                       |                              |
| 7è                           | Felix Großschartner          | UAE Team Emirates            | 12 pts                       |                              |
| 8è                           | Óscar Rodríguez Garaicoechea | Movistar Team                | 10 pts                       |                              |
| 9è                           | Jens Reynders                | Israel-Premier Tech          | 9 pts                        |                              |
| 10è                          | Matteo Jorgenson             | Movistar Team                | 6 pts                        |                              |

| Classificació de la muntanya | Classificació de la muntanya | Classificació de la muntanya | Classificació de la muntanya | Classificació de la muntanya |
| Corredor                     | Corredor                     | Equip                        | Punts                        |                              |
| ---------------------------- | ---------------------------- | ---------------------------- | ---------------------------- | ---------------------------- |
| 1r                           | Frederik Wandahl             | Bora-Hansgrohe               | 73 pts                       |                              |
| 2n                           | Dries De Bondt               | Alpecin-Deceuninck           | 29 pts                       |                              |
| 3r                           | Ryan Mullen                  | Bora-Hansgrohe               | 21 pts                       |                              |
| 4t                           | Juri Hollmann                | Movistar Team                | 20 pts                       |                              |
| 5è                           | Tim Wellens                  | UAE Team Emirates            | 15 pts                       |                              |
| 6è                           | Johan Jacobs                 | Movistar Team                | 15 pts                       |                              |
| 7è                           | Felix Großschartner          | UAE Team Emirates            | 12 pts                       |                              |
| 8è                           | Óscar Rodríguez Garaicoechea | Movistar Team                | 10 pts                       |                              |
| 9è                           | Jens Reynders                | Israel-Premier Tech          | 9 pts                        |                              |
| 10è                          | Matteo Jorgenson             | Movistar Team                | 6 pts                        |                              |

| Classificació per equips | Classificació per equips | Classificació per equips | Classificació per equips |
| Equip                    | Equip                    | Temps                    |                          |
| ------------------------ | ------------------------ | ------------------------ | ------------------------ |
| 1r                       | Cofidis                  | 63h 52' 55"              |                          |
| 2n                       | Ineos Grenadiers         | + 16"                    |                          |
| 3r                       | EF Education-EasyPost    | + 33"                    |                          |
| 4t                       | UAE Team Emirates        | + 1' 22"                 |                          |
| 5è                       | Arkéa-Samsic             | + 1' 30"                 |                          |
| 6è                       | Movistar Team            | + 1' 32"                 |                          |
| 7è                       | Bora-Hansgrohe           | + 2' 46"                 |                          |
| 8è                       | Team Jayco AlUla         | + 2' 55"                 |                          |
| 9è                       | Israel-Premier Tech      | + 2' 57"                 |                          |
| 10è                      | Lotto Dstny              | + 4' 26"                 |                          |

| Classificació per equips | Classificació per equips | Classificació per equips | Classificació per equips |
| Equip                    | Equip                    | Temps                    |                          |
| ------------------------ | ------------------------ | ------------------------ | ------------------------ |
| 1r                       | Cofidis                  | 63h 52' 55"              |                          |
| 2n                       | Ineos Grenadiers         | + 16"                    |                          |
| 3r                       | EF Education-EasyPost    | + 33"                    |                          |
| 4t                       | UAE Team Emirates        | + 1' 22"                 |                          |
| 5è                       | Arkéa-Samsic             | + 1' 30"                 |                          |
| 6è                       | Movistar Team            | + 1' 32"                 |                          |
| 7è                       | Bora-Hansgrohe           | + 2' 46"                 |                          |
| 8è                       | Team Jayco AlUla         | + 2' 55"                 |                          |
| 9è                       | Israel-Premier Tech      | + 2' 57"                 |                          |
| 10è                      | Lotto Dstny              | + 4' 26"                 |                          |

## Evolució de les classificacions
| Stage | Winner                | Classificació general | Classificació de punts | Classificació de la muntanya | Classificació dels joves | Classificació per equips |
| ----- | --------------------- | --------------------- | ---------------------- | ---------------------------- | ------------------------ | ------------------------ |
| 1     | Elia Viviani          | Elia Viviani          | Elia Viviani           | Frederik Wandahl             | Jonathan Milan           | Alpecin-Deceuninck       |
| 2     | Jonathan Milan        | Jonathan Milan        | Jonathan Milan         | Frederik Wandahl             | Jonathan Milan           | Ineos Grenadiers         |
| 3     | Olav Kooij            | Dries De Bondt        | Dries De Bondt         | Frederik Wandahl             | Jonathan Milan           | Ineos Grenadiers         |
| 4     | Milan Vader           | Milan Vader           | Dries De Bondt         | Frederik Wandahl             | Louis Barré              | Cofidis                  |
| 5     | Juan Sebastián Molano | Milan Vader           | Dries De Bondt         | Frederik Wandahl             | Louis Barré              | Cofidis                  |
| 6     | Olav Kooij            | Milan Vader           | Dries De Bondt         | Frederik Wandahl             | Ethan Hayter             | Cofidis                  |
| Final | Final                 | Milan Vader           | Dries De Bondt         | Frederik Wandahl             | Ethan Hayter             | Cofidis                  |

## Llista de participants
| Movistar Team MOV | Movistar Team MOV                  | Movistar Team MOV |
| ----------------- | ---------------------------------- | ----------------- |
| Núm               | Ciclista                           | Pos               |
| 1                 | Abner González (PUR)               | 88è               |
| 2                 | Juri Hollmann (GER)                | 29è               |
| 3                 | Johan Jacobs (SUI)                 | 59è               |
| 4                 | Matteo Jorgenson (USA)             | 7è                |
| 5                 | Max Kanter (GER)                   | 44è               |
| 6                 | Óscar Rodríguez Garaicoechea (ESP) | 33è               |
| 7                 | Iván Ramiro Sosa Cuervo (COL)      | 35è               |

| Alpecin-Deceuninck ADC | Alpecin-Deceuninck ADC      | Alpecin-Deceuninck ADC |
| ---------------------- | --------------------------- | ---------------------- |
| Núm                    | Ciclista                    | Pos                    |
| 11                     | Dries De Bondt (BEL)        | 45è                    |
| 12                     | Senne Leysen (BEL)          | 40è                    |
| 13                     | Jakub Mareczko (ITA)        | 106è                   |
| 14                     | Edward Planckaert (BEL)     | 54è                    |
| 15                     | Jensen Plowright (AUS)      | 68è                    |
| 16                     | Lionel Taminiaux (BEL)      | 67è                    |
| 17                     | Fabio Van den Bossche (BEL) | 53è                    |

| Bahrain Victorious TBV | Bahrain Victorious TBV      | Bahrain Victorious TBV |
| ---------------------- | --------------------------- | ---------------------- |
| Núm                    | Ciclista                    | Pos                    |
| 21                     | Rainer Kepplinger (AUT)     | 21è                    |
| 22                     | Filip Maciejuk (POL)        | 85è                    |
| 23                     | Ahmed Madan (BRN )          | 109è                   |
| 24                     | Jonathan Milan (ITA)        | 48è                    |
| 25                     | Dušan Rajović (SRB)         | 71è                    |
| 26                     | Johan Price-Pejtersen (DEN) | 97è                    |
| 27                     | Cameron Scott (AUS)         | 75è                    |

| Bora-Hansgrohe BOH | Bora-Hansgrohe BOH          | Bora-Hansgrohe BOH |
| ------------------ | --------------------------- | ------------------ |
| Núm                | Ciclista                    | Pos                |
| 31                 | Maximilian Schachmann (GER) | 30è                |
| 32                 | Shane Archbold (NZL)        | 100è               |
| 33                 | Cesare Benedetti (POL)      | 52è                |
| 34                 | Sam Bennett (IRL)           | 108è               |
| 35                 | Ryan Mullen (IRL)           | 93è                |
| 36                 | Giovanni Aleotti (ITA)      | 14è                |
| 37                 | Frederik Wandahl (DEN)      | 38è                |

| Cofidis COF | Cofidis COF                   | Cofidis COF |
| ----------- | ----------------------------- | ----------- |
| Núm         | Ciclista                      | Pos         |
| 41          | Thomas Champion (FRA)         | 26è         |
| 42          | Rubén Fernández Andújar (ESP) | 13è         |
| 43          | Axel Mariault (FRA)           | 12è         |
| 44          | Christophe Noppe (BEL)        | 103è        |
| 45          | Rémy Rochas (FRA)             | 2n          |
| 46          | Benjamin Thomas (FRA)         | DNF-6       |
| 47          | Max Walscheid (GER)           | 60è         |

| EF Education-EasyPost EFE | EF Education-EasyPost EFE         | EF Education-EasyPost EFE |
| ------------------------- | --------------------------------- | ------------------------- |
| Núm                       | Ciclista                          | Pos                       |
| 51                        | Rigoberto Urán (COL)              | 19è                       |
| 52                        | Hugh Carthy (GBR)                 | 4t                        |
| 53                        | Esteban Chaves Rubio (COL) (ruta) | 22è                       |
| 54                        | Jens Keukeleire (BEL)             | 69è                       |
| 55                        | Jonas Rutsch (GER)                | 50è                       |
| 56                        | Marijn van den Berg (NED)         | 49è                       |
| 57                        | Julius van den Berg (NED)         | NP-6                      |

| Ineos Grenadiers IGD | Ineos Grenadiers IGD         | Ineos Grenadiers IGD |
| -------------------- | ---------------------------- | -------------------- |
| Núm                  | Ciclista                     | Pos                  |
| 61                   | Ethan Hayter (GBR)           | 3r                   |
| 62                   | Leo Hayter (GBR)             | 15è                  |
| 63                   | Michael Leonard (CAN)        | 72è                  |
| 64                   | Jhonatan Narváez Prado (ECU) | 17è                  |
| 65                   | Lucas Plapp (AUS) (ruta)     | DNF-4                |
| 66                   | Luke Rowe (GBR)              | 84è                  |
| 67                   | Elia Viviani (ITA)           | 74è                  |

| Intermarché-Circus-Wanty ICW | Intermarché-Circus-Wanty ICW | Intermarché-Circus-Wanty ICW |
| ---------------------------- | ---------------------------- | ---------------------------- |
| Núm                          | Ciclista                     | Pos                          |
| 71                           | Sven Erik Bystrøm (NOR)      | 18è                          |
| 72                           | Rune Herregodts (BEL)        | 78è                          |
| 73                           | Julius Johansen (DEN)        | 55è                          |
| 74                           | Madis Mihkels (EST)          | NP-1                         |
| 75                           | Adrien Petit (FRA)           | 83è                          |
| 76                           | Laurenz Rex (BEL)            | 43è                          |
| 77                           | Gerben Thijssen (BEL)        | NP-1                         |

| Jumbo-Visma TJV | Jumbo-Visma TJV         | Jumbo-Visma TJV |
| --------------- | ----------------------- | --------------- |
| Núm             | Ciclista                | Pos             |
| 81              | Olav Kooij (NED)        | 63è             |
| 82              | Steven Kruijswijk (NED) | 25è             |
| 85              | Milan Vader (NED)       | 1r              |
| 86              | Mick van Dijke (NED)    | 102è            |
| 87              | Tim Van Dijke (NED)     | 57è             |

| Lidl-Trek LTK | Lidl-Trek LTK              | Lidl-Trek LTK |
| ------------- | -------------------------- | ------------- |
| Núm           | Ciclista                   | Pos           |
| 91            | Jon Aberasturi Izaga (ESP) | 73è           |
| 92            | Filippo Baroncini (ITA)    | 20è           |
| 94            | Dario Cataldo (ITA)        | 89è           |
| 95            | Asbjørn Hellemose (DEN)    | 24è           |
| 97            | Antwan Tolhoek (NED)       | 98è           |

| Arkéa-Samsic ARK | Arkéa-Samsic ARK                | Arkéa-Samsic ARK |
| ---------------- | ------------------------------- | ---------------- |
| Núm              | Ciclista                        | Pos              |
| 101              | Louis Barré (FRA)               | 6è               |
| 102              | Amaury Capiot (BEL)             | 39è              |
| 103              | David Dekker (NED)              | 79è              |
| 104              | Donavan Grondin (FRA)           | 47è              |
| 105              | Alessandro Verre (ITA)          | 37è              |
| 106              | Alan Riou (FRA)                 | 101è             |
| 107              | Cristián Rodríguez Martín (ESP) | 16è              |

| Team DSM-Firmenich DSM | Team DSM-Firmenich DSM        | Team DSM-Firmenich DSM |
| ---------------------- | ----------------------------- | ---------------------- |
| Núm                    | Ciclista                      | Pos                    |
| 111                    | Tobias Lund Andresen (DEN)    | 66è                    |
| 112                    | Patrick Bevin (NZL)           | 86è                    |
| 113                    | Jonas Iversby Hvideberg (NOR) | 42è                    |
| 114                    | Andreas Leknessund (NOR)      | NP-1                   |
| 115                    | Niklas Märkl (GER)            | 87è                    |
| 116                    | Oscar Onley (GBR)             | 11è                    |
| 117                    | Sam Welsford (AUS)            | NP-1                   |

| Team Jayco AlUla JAY | Team Jayco AlUla JAY          | Team Jayco AlUla JAY |
| -------------------- | ----------------------------- | -------------------- |
| Núm                  | Ciclista                      | Pos                  |
| 121                  | Amund Grøndahl Jansen (NOR)   | 81è                  |
| 122                  | Christopher Juul-Jensen (DEN) | 41è                  |
| 123                  | David Peña (COL)              | 8è                   |
| 124                  | Rudy Porter (AUS)             | 28è                  |
| 125                  | Lukas Pöstlberger (AUT)       | 90è                  |
| 126                  | Blake Quick (AUS)             | 80è                  |
| 127                  | Zdeněk Štybar (CZE)           | 77è                  |

| UAE Team Emirates UAD | UAE Team Emirates UAD            | UAE Team Emirates UAD |
| --------------------- | -------------------------------- | --------------------- |
| Núm                   | Ciclista                         | Pos                   |
| 131                   | Ivo Oliveira (POR) (ruta)        | 62è                   |
| 132                   | George Bennett (NZL)             | NP-4                  |
| 133                   | Felix Großschartner (AUT)        | 9è                    |
| 134                   | Vegard Stake Laengen (NOR)       | 58è                   |
| 135                   | Sebastián Molano Benavides (COL) | 61è                   |
| 136                   | Michael Vink (NZL)               | 34è                   |
| 137                   | Tim Wellens (BEL)                | 5è                    |

| Israel-Premier Tech IPT | Israel-Premier Tech IPT | Israel-Premier Tech IPT |
| ----------------------- | ----------------------- | ----------------------- |
| Núm                     | Ciclista                | Pos                     |
| 141                     | Sebastian Berwick (AUS) | 32è                     |
| 142                     | Itamar Einhorn (ISR)    | DNF-3                   |
| 143                     | Omer Goldstein (ISR)    | 27è                     |
| 144                     | Mason Hollyman (GBR)    | 31è                     |
| 145                     | Taj Jones (AUS)         | 107è                    |
| 146                     | Jens Reynders (BEL)     | 64è                     |

| Lotto Dstny LTD | Lotto Dstny LTD           | Lotto Dstny LTD |
| --------------- | ------------------------- | --------------- |
| Núm             | Ciclista                  | Pos             |
| 151             | Johannes Adamietz (GER)   | 65è             |
| 152             | Thomas De Gendt (BEL)     | 56è             |
| 153             | Arnaud De Lie (BEL)       | 46è             |
| 154             | Sylvain Moniquet (BEL)    | 10è             |
| 155             | Mathijs Paasschens (NED)  | 70è             |
| 156             | Michael Schwarzmann (GER) | 82è             |
| 157             | Rüdiger Selig (GER)       | 92è             |

| Tudor Pro Cycling Team TUD | Tudor Pro Cycling Team TUD     | Tudor Pro Cycling Team TUD |
| -------------------------- | ------------------------------ | -------------------------- |
| Núm                        | Ciclista                       | Pos                        |
| 161                        | Sebastian Kolze Changizi (DEN) | 76è                        |
| 162                        | Arvid de Kleijn (NED)          | 91è                        |
| 163                        | Petr Kelemen (CZE)             | 51è                        |
| 164                        | Rick Pluimers (NED)            | 36è                        |
| 165                        | Yannis Voisard (SUI)           | 23è                        |
| 166                        | Maikel Zijlaard (NED)          | 94è                        |

| República Popular de la Xina CHN | República Popular de la Xina CHN | República Popular de la Xina CHN |
| -------------------------------- | -------------------------------- | -------------------------------- |
| Núm                              | Ciclista                         | Pos                              |
| 171                              | Liu Jiankun                      | 99è                              |
| 172                              | Ma Binyan                        | 96è                              |
| 173                              | Niu Yikui                        | 95è                              |
| 174                              | Su Haoyu                         | 104è                             |
| 175                              | Sun Changsheng                   | 105è                             |

| Movistar Team MOV | Movistar Team MOV                  | Movistar Team MOV |
| ----------------- | ---------------------------------- | ----------------- |
| Núm               | Ciclista                           | Pos               |
| 1                 | Abner González (PUR)               | 88è               |
| 2                 | Juri Hollmann (GER)                | 29è               |
| 3                 | Johan Jacobs (SUI)                 | 59è               |
| 4                 | Matteo Jorgenson (USA)             | 7è                |
| 5                 | Max Kanter (GER)                   | 44è               |
| 6                 | Óscar Rodríguez Garaicoechea (ESP) | 33è               |
| 7                 | Iván Ramiro Sosa Cuervo (COL)      | 35è               |

| Alpecin-Deceuninck ADC | Alpecin-Deceuninck ADC      | Alpecin-Deceuninck ADC |
| ---------------------- | --------------------------- | ---------------------- |
| Núm                    | Ciclista                    | Pos                    |
| 11                     | Dries De Bondt (BEL)        | 45è                    |
| 12                     | Senne Leysen (BEL)          | 40è                    |
| 13                     | Jakub Mareczko (ITA)        | 106è                   |
| 14                     | Edward Planckaert (BEL)     | 54è                    |
| 15                     | Jensen Plowright (AUS)      | 68è                    |
| 16                     | Lionel Taminiaux (BEL)      | 67è                    |
| 17                     | Fabio Van den Bossche (BEL) | 53è                    |

| Bahrain Victorious TBV | Bahrain Victorious TBV      | Bahrain Victorious TBV |
| ---------------------- | --------------------------- | ---------------------- |
| Núm                    | Ciclista                    | Pos                    |
| 21                     | Rainer Kepplinger (AUT)     | 21è                    |
| 22                     | Filip Maciejuk (POL)        | 85è                    |
| 23                     | Ahmed Madan (BRN )          | 109è                   |
| 24                     | Jonathan Milan (ITA)        | 48è                    |
| 25                     | Dušan Rajović (SRB)         | 71è                    |
| 26                     | Johan Price-Pejtersen (DEN) | 97è                    |
| 27                     | Cameron Scott (AUS)         | 75è                    |

| Bora-Hansgrohe BOH | Bora-Hansgrohe BOH          | Bora-Hansgrohe BOH |
| ------------------ | --------------------------- | ------------------ |
| Núm                | Ciclista                    | Pos                |
| 31                 | Maximilian Schachmann (GER) | 30è                |
| 32                 | Shane Archbold (NZL)        | 100è               |
| 33                 | Cesare Benedetti (POL)      | 52è                |
| 34                 | Sam Bennett (IRL)           | 108è               |
| 35                 | Ryan Mullen (IRL)           | 93è                |
| 36                 | Giovanni Aleotti (ITA)      | 14è                |
| 37                 | Frederik Wandahl (DEN)      | 38è                |

| Cofidis COF | Cofidis COF                   | Cofidis COF |
| ----------- | ----------------------------- | ----------- |
| Núm         | Ciclista                      | Pos         |
| 41          | Thomas Champion (FRA)         | 26è         |
| 42          | Rubén Fernández Andújar (ESP) | 13è         |
| 43          | Axel Mariault (FRA)           | 12è         |
| 44          | Christophe Noppe (BEL)        | 103è        |
| 45          | Rémy Rochas (FRA)             | 2n          |
| 46          | Benjamin Thomas (FRA)         | DNF-6       |
| 47          | Max Walscheid (GER)           | 60è         |

| EF Education-EasyPost EFE | EF Education-EasyPost EFE         | EF Education-EasyPost EFE |
| ------------------------- | --------------------------------- | ------------------------- |
| Núm                       | Ciclista                          | Pos                       |
| 51                        | Rigoberto Urán (COL)              | 19è                       |
| 52                        | Hugh Carthy (GBR)                 | 4t                        |
| 53                        | Esteban Chaves Rubio (COL) (ruta) | 22è                       |
| 54                        | Jens Keukeleire (BEL)             | 69è                       |
| 55                        | Jonas Rutsch (GER)                | 50è                       |
| 56                        | Marijn van den Berg (NED)         | 49è                       |
| 57                        | Julius van den Berg (NED)         | NP-6                      |

| Ineos Grenadiers IGD | Ineos Grenadiers IGD         | Ineos Grenadiers IGD |
| -------------------- | ---------------------------- | -------------------- |
| Núm                  | Ciclista                     | Pos                  |
| 61                   | Ethan Hayter (GBR)           | 3r                   |
| 62                   | Leo Hayter (GBR)             | 15è                  |
| 63                   | Michael Leonard (CAN)        | 72è                  |
| 64                   | Jhonatan Narváez Prado (ECU) | 17è                  |
| 65                   | Lucas Plapp (AUS) (ruta)     | DNF-4                |
| 66                   | Luke Rowe (GBR)              | 84è                  |
| 67                   | Elia Viviani (ITA)           | 74è                  |

| Intermarché-Circus-Wanty ICW | Intermarché-Circus-Wanty ICW | Intermarché-Circus-Wanty ICW |
| ---------------------------- | ---------------------------- | ---------------------------- |
| Núm                          | Ciclista                     | Pos                          |
| 71                           | Sven Erik Bystrøm (NOR)      | 18è                          |
| 72                           | Rune Herregodts (BEL)        | 78è                          |
| 73                           | Julius Johansen (DEN)        | 55è                          |
| 74                           | Madis Mihkels (EST)          | NP-1                         |
| 75                           | Adrien Petit (FRA)           | 83è                          |
| 76                           | Laurenz Rex (BEL)            | 43è                          |
| 77                           | Gerben Thijssen (BEL)        | NP-1                         |

| Jumbo-Visma TJV | Jumbo-Visma TJV         | Jumbo-Visma TJV |
| --------------- | ----------------------- | --------------- |
| Núm             | Ciclista                | Pos             |
| 81              | Olav Kooij (NED)        | 63è             |
| 82              | Steven Kruijswijk (NED) | 25è             |
| 85              | Milan Vader (NED)       | 1r              |
| 86              | Mick van Dijke (NED)    | 102è            |
| 87              | Tim Van Dijke (NED)     | 57è             |

| Lidl-Trek LTK | Lidl-Trek LTK              | Lidl-Trek LTK |
| ------------- | -------------------------- | ------------- |
| Núm           | Ciclista                   | Pos           |
| 91            | Jon Aberasturi Izaga (ESP) | 73è           |
| 92            | Filippo Baroncini (ITA)    | 20è           |
| 94            | Dario Cataldo (ITA)        | 89è           |
| 95            | Asbjørn Hellemose (DEN)    | 24è           |
| 97            | Antwan Tolhoek (NED)       | 98è           |

| Arkéa-Samsic ARK | Arkéa-Samsic ARK                | Arkéa-Samsic ARK |
| ---------------- | ------------------------------- | ---------------- |
| Núm              | Ciclista                        | Pos              |
| 101              | Louis Barré (FRA)               | 6è               |
| 102              | Amaury Capiot (BEL)             | 39è              |
| 103              | David Dekker (NED)              | 79è              |
| 104              | Donavan Grondin (FRA)           | 47è              |
| 105              | Alessandro Verre (ITA)          | 37è              |
| 106              | Alan Riou (FRA)                 | 101è             |
| 107              | Cristián Rodríguez Martín (ESP) | 16è              |

| Team DSM-Firmenich DSM | Team DSM-Firmenich DSM        | Team DSM-Firmenich DSM |
| ---------------------- | ----------------------------- | ---------------------- |
| Núm                    | Ciclista                      | Pos                    |
| 111                    | Tobias Lund Andresen (DEN)    | 66è                    |
| 112                    | Patrick Bevin (NZL)           | 86è                    |
| 113                    | Jonas Iversby Hvideberg (NOR) | 42è                    |
| 114                    | Andreas Leknessund (NOR)      | NP-1                   |
| 115                    | Niklas Märkl (GER)            | 87è                    |
| 116                    | Oscar Onley (GBR)             | 11è                    |
| 117                    | Sam Welsford (AUS)            | NP-1                   |

| Team Jayco AlUla JAY | Team Jayco AlUla JAY          | Team Jayco AlUla JAY |
| -------------------- | ----------------------------- | -------------------- |
| Núm                  | Ciclista                      | Pos                  |
| 121                  | Amund Grøndahl Jansen (NOR)   | 81è                  |
| 122                  | Christopher Juul-Jensen (DEN) | 41è                  |
| 123                  | David Peña (COL)              | 8è                   |
| 124                  | Rudy Porter (AUS)             | 28è                  |
| 125                  | Lukas Pöstlberger (AUT)       | 90è                  |
| 126                  | Blake Quick (AUS)             | 80è                  |
| 127                  | Zdeněk Štybar (CZE)           | 77è                  |

| UAE Team Emirates UAD | UAE Team Emirates UAD            | UAE Team Emirates UAD |
| --------------------- | -------------------------------- | --------------------- |
| Núm                   | Ciclista                         | Pos                   |
| 131                   | Ivo Oliveira (POR) (ruta)        | 62è                   |
| 132                   | George Bennett (NZL)             | NP-4                  |
| 133                   | Felix Großschartner (AUT)        | 9è                    |
| 134                   | Vegard Stake Laengen (NOR)       | 58è                   |
| 135                   | Sebastián Molano Benavides (COL) | 61è                   |
| 136                   | Michael Vink (NZL)               | 34è                   |
| 137                   | Tim Wellens (BEL)                | 5è                    |

| Israel-Premier Tech IPT | Israel-Premier Tech IPT | Israel-Premier Tech IPT |
| ----------------------- | ----------------------- | ----------------------- |
| Núm                     | Ciclista                | Pos                     |
| 141                     | Sebastian Berwick (AUS) | 32è                     |
| 142                     | Itamar Einhorn (ISR)    | DNF-3                   |
| 143                     | Omer Goldstein (ISR)    | 27è                     |
| 144                     | Mason Hollyman (GBR)    | 31è                     |
| 145                     | Taj Jones (AUS)         | 107è                    |
| 146                     | Jens Reynders (BEL)     | 64è                     |

| Lotto Dstny LTD | Lotto Dstny LTD           | Lotto Dstny LTD |
| --------------- | ------------------------- | --------------- |
| Núm             | Ciclista                  | Pos             |
| 151             | Johannes Adamietz (GER)   | 65è             |
| 152             | Thomas De Gendt (BEL)     | 56è             |
| 153             | Arnaud De Lie (BEL)       | 46è             |
| 154             | Sylvain Moniquet (BEL)    | 10è             |
| 155             | Mathijs Paasschens (NED)  | 70è             |
| 156             | Michael Schwarzmann (GER) | 82è             |
| 157             | Rüdiger Selig (GER)       | 92è             |

| Tudor Pro Cycling Team TUD | Tudor Pro Cycling Team TUD     | Tudor Pro Cycling Team TUD |
| -------------------------- | ------------------------------ | -------------------------- |
| Núm                        | Ciclista                       | Pos                        |
| 161                        | Sebastian Kolze Changizi (DEN) | 76è                        |
| 162                        | Arvid de Kleijn (NED)          | 91è                        |
| 163                        | Petr Kelemen (CZE)             | 51è                        |
| 164                        | Rick Pluimers (NED)            | 36è                        |
| 165                        | Yannis Voisard (SUI)           | 23è                        |
| 166                        | Maikel Zijlaard (NED)          | 94è                        |

| República Popular de la Xina CHN | República Popular de la Xina CHN | República Popular de la Xina CHN |
| -------------------------------- | -------------------------------- | -------------------------------- |
| Núm                              | Ciclista                         | Pos                              |
| 171                              | Liu Jiankun                      | 99è                              |
| 172                              | Ma Binyan                        | 96è                              |
| 173                              | Niu Yikui                        | 95è                              |
| 174                              | Su Haoyu                         | 104è                             |
| 175                              | Sun Changsheng                   | 105è                             |